# Sebastian Georg Helbling von Hirzenfeld
Sebastian Georg Helbling von Hirzenfeld (* 1751 in Ravensburg; † 31. Dezember 1782) war ein österreichischer Naturforscher.
Helbling von Hirzenfeld studierte in Graz (unter anderem bei Leopold Biwald) Philologie und humanistische Fächer, wobei er sich aber auch für Naturwissenschaften zu interessieren begann. Er setzte sein Studium in Wien fort, wo er bei  Joseph Franz von Jacquin Botanik und Chemie studierte, bei Joseph Barth Anatomie und Medizin bei Heinrich Johann Nepomuk von Crantz. 1775 befreundete er sich mit dem Botaniker  Johan Andreas Murray, als dieser in Wien war, und 1776 begleitete er Ignaz von Born auf einer Reise nach Ungarn und Siebenbürgen. 1780 wurde er Professor für Botanik und Chemie an der Universität Mantua, legte dort einen botanischen Garten an und auf Reisen in der Lombardei eine Naturaliensammlung für seinen Unterricht. Er machte auch die Verlegung der Universität von Mantua nach Pavia mit, starb aber bald darauf mit nur 31 Jahren.
Er stammt nicht aus der gleichnamigen österreichischen Adelsfamilie (die erst 1816 geadelt wurde).

## Schriften
- Beschreibung der in der Wiener Gegend gemeinen Weintrauben, Abhandlungen einer Privatgesellschaft in Böhmen, Band 3, 1778, Nachlese Band 4, 1779
- Beiträge zur Kenntniss neuer und seltener Konchylien, aus einigen wienerischen Sammlungen, Abhandlungen einer Privatgesellschaft in Böhmen 1779
- Specierum naturalium nondum aut minus notarum monographiae anecdotae, figuris aeneïs partim pictis illustratae, Wien 1779